# Scotopteryx clausa
Scotopteryx clausa là một loài bướm đêm trong họ Geometridae.